# Megachile bruneriella
Megachile bruneriella är en biart som beskrevs av Cockerell 1917. Megachile bruneriella ingår i släktet tapetserarbin, och familjen buksamlarbin. Inga underarter finns listade i Catalogue of Life.